# La Fugitive (film)
La Fugitive est un film français réalisé par André Hugon, sorti en 1918.

## Fiche technique
- Réalisation : André Hugon
- Société de production : Les Films Succès
- Pays d'origine :  France
- Langue : film muet avec les intertitres  en français
- Format : Noir et blanc — 35 mm — 1,33:1 — Muet
- Métrage : 1 315 mètres
- Dates de sortie :
  - France : 1918

## Distribution
- Marie-Louise Derval
- André Nox
- Armand Numès
- Jane Renouardt
- Pierre Denols
- Adrienne Duriez